# Xã West Republic, Quận Greene, Missouri
Xã West Republic (tiếng Anh: West Republic Township) là một xã thuộc quận Greene, tiểu bang Missouri, Hoa Kỳ. Năm 2010, dân số của xã này là 3.949 người.